# Kniphofia caulescens
Kniphofia caulescens là một loài thực vật có hoa trong họ Thích diệp thụ. Loài này được Baker mô tả khoa học đầu tiên năm 1872.